# Geotermi
Geotermi er viden om vand og varme i jordens indre. 99% af Jordens volumen er mere end 1000 °C varm, og stammer bl.a fra radioaktivt henfald af grundstoffer i stor dybde. Virkninger er bl.a magma som giver pladetektonik, vulkaner, jordskælv, og varme kilder. 

## Geotermisk energi
Geotermisk energi kan udnyttes ved f.eks at pumpe varmt vand op fra dybe vandførende lag i undergrunden og udnytte den til opvarmning og evt. generering af elektricitet.

## Geotermisk energi i Danmark
Ifølge Danmarks og Grønlands Geologiske Undersøgelse (GEUS) findes der egnede sandstenslag i Danmarks undergrund med et varmeindhold svarende til Danmarks samlede varmebehov i flere hundrede år. Den geotermiske varme er miljøvenlig, vedvarende og billig, også selvom der i Danmark ikke er nogen former for tilskud til geotermi.
GEUS udpeger områderne omkring København, Brønderslev, Hillerød, Hjørring, Holbæk, Kalundborg, Kerteminde og Nyborg som særligt velegnede.
I lang tid har der været stilstand i debatten om geotermisk varme. Danmark valgte i sin tid at satse på gas og kraftvarmeanlæg og har derfor kun to geotermiske anlæg i dag; Thisted siden 1984 og Amager siden 2006.

## Geotermisk energi i verden
Geotermi står for mere end 50 % af Islands varmeforbrug, men også i lande som USA, Kina, Kenya, Indonesien, Italien, Tyrkiet, Tyskland og Polen findes der geotermiske anlæg til produktion af el og/eller varme.